# Agrias viridescens
Agrias viridescens är en fjärilsart som beskrevs av Le Moult 1931. Agrias viridescens ingår i släktet Agrias och familjen praktfjärilar. Inga underarter finns listade i Catalogue of Life.